# Iseyin
Iseyin är en stad i delstaten Oyo i Nigeria. Staden ligger cirka 180 kilometer norr om Lagos och har 340 700 invånare (2004). En viktig näring i Iseyin är bomullsvävning och tygfärgning; staden är särskilt känd för sina indigofärgade tyger. Här finns även palmoljeindustri.